# Округ Грант (Северна Дакота)
Округ Грант (енгл. Grant County) је округ у америчкој савезној држави Северна Дакота.

## Демографија
По попису из 2010. године број становника је 2.394, што је 447 (-15,7%) становника мање него 2000. године.
| Група             | 2000.         | 2010.         |
| Белци             | 2.746 (96,7%) | 2.325 (97,1%) |
| Афроамериканци    | 0 (0,0%)      | 1 (0,0%)      |
| Азијати           | 10 (0,4%)     | 3 (0,1%)      |
| Хиспаноамериканци | 17 (0,6%)     | 7 (0,3%)      |
| Укупно            | 2.841         | 2.394         |